# Stefano Sertorelli
Stefano Sertorelli (ur. 24 grudnia 1911 w Bormio, zm. 17 grudnia 1994 tamże) – włoski biathlonista i żołnierz.

## Kariera
Uczestniczył w zawodach sportowych w latach 30. XX wieku. W 1936 wystąpił na igrzyskach olimpijskich w Garmisch-Partenkirchen, wspólnie z Enrico Silvestrim, Luigim Perennim i Sisto Scilligo zwyciężając w zawodach pokazowych w patrolu wojskowym. Był to jego jedyny sukces na międzynarodowych zawodach tej rangi. Benito Mussolini nagrodził każdego z członków drużyny kwotą 30 000 lirów, Sertorelli został też awansowany o jeden stopień. Okres II wojny światowej spędził w Szwajcarii. Po zakończeniu wojny pracował jako trener narciarski. W 1959 roku został współzałożycielem szkoły narciarskiej w Livigno.
Miał dziesięcioro rodzeństwa, najstarszy brat – Erminio był biegaczem narciarskim, a młodszy – Giacinto narciarzem alpejskim.